# Guvalakanahalli, Chik Ballapur
Guvalakanahalli là một làng thuộc tehsil Chik Ballapur, huyện Kolar, bang Karnataka, Ấn Độ.